# Dear Girl〜Lesson〜
石川英郎のDear Girl 〜Lesson〜は、ニコニコアニメチャンネルと文化放送地上デジタルラジオ『超!A&G+』で2008年10月から2009年3月まで放送されていた番組。現在は放送終了している。

## メンバー
- 石川英郎
- 鈴木裕斗
- 野見山修（声優訓練生）
- 奥薗裕也（声優訓練生）

## 放送時間
ニコニコアニメチャンネル毎週木曜日21:00更新 ※動画配信番組
超!A&G+
- 2008年10月7日 - 2009年3月31日

毎週火曜日24:00 - 24:30（リピート放送:毎週水曜日 14:00 - 14:30）

## 主なコーナー
オトレン
鈴木、野見山、奥薗が、さまざまなシチュエーションの中で考え出された「乙女心に刺さる」セリフを演じるコーナー。
演じた言葉は着信ボイスとなり、番組特設ページにて配信する。
教えて! 石川ティーチャー!
生徒役の鈴木、野見山、奥薗がする、声優業界、人生、石川のプライベートなどについての質問に、石川ティーチャー（石川英郎）が答えるコーナー。